# Danh sách giải thưởng và đề cử của Đông Nhi

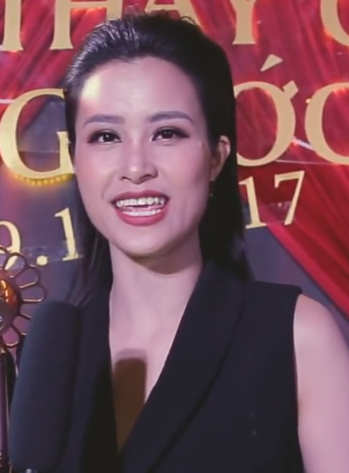
Đông Nhi đã giành được 75 giải thưởng trong sự nghiệp âm nhạc của mình.

Mai Hồng Ngọc (sinh ngày 13 tháng 10 năm 1988), thường được biết đến với nghệ danh Đông Nhi, là một nữ ca sĩ, nhạc sĩ, diễn viên kiêm nhà sản xuất thu âm người Việt Nam. Trong suốt sự nghiệp âm nhạc của mình, cô đã giành được rất nhiều giải thưởng, bao gồm "Ca sĩ của năm" tại Giải thưởng Âm nhạc Cống hiến năm 2019, có sáu lần liên tiếp giành giải "Nữ ca sĩ được yêu thích nhất" của Zing Music Awards từ năm 2011 đến năm 2016, bốn lần giành giải "Nữ ca sĩ nhạc nhẹ" của giải Mai Vàng, một giải "Ca sĩ Việt Nam xuất sắc nhất châu Á" của giải thưởng MAMA và "Ca sĩ Đông Nam Á xuất sắc nhất" của giải thưởng âm nhạc MTV EMA 2016. Cô đoạt giải "Big Apple Music Awards" (BAMA) và được Tổng Liên đoàn Lao động Việt Nam trao bằng khen về những cống hiến trong âm nhạc.
Vào năm 2017, Đông Nhi được trang MTV Asia lựa chọn là gương mặt Asia Spotlight tháng 7. Mục đích nhằm quảng bá hình ảnh của cô tại các quốc gia Trung Quốc, Nhật Bản, Hàn Quốc, Đài Loan, Việt Nam và Úc.

## Quốc tế

### MTV Europe Music Awards
Giải Âm nhạc châu Âu của MTV (MTV Europe Music Awards hay MTV EMAs hay đơn giản EMAs) là một giải thưởng thành lập năm 1994 bởi kênh truyền hình MTV châu Âu. Địa điểm trao giải luôn được thay đổi và chỉ ở trong châu Âu. Katy Perry là người duy nhất được làm dẫn chương trình hai lần liên tiếp là vào năm 2008 và 2009.
| Lần | Năm  | Hạng mục                 | Đề cử cho | Kết quả   | Chú thích |
| --- | ---- | ------------------------ | --------- | --------- | --------- |
| 20  | 2016 | Best Southeast Asian Act | —         | Đoạt giải | [ 1 ]     |

### Big Apple Music Awards
Big Apple Music Awards (BAMA) là giải thưởng tôn vinh những nghệ sĩ thuộc lĩnh vực âm nhạc khu vực châu Á, vùng Kavkaz và Trung Đông có lượng tiêu thụ sản phẩm lớn. Big Apple Music Awards có 12 giải thưởng chính gồm: Best Male Artist, Best Female Artist, Best Song, Best Video, Best Album, Best New Artist...
| Lần | Năm  | Hạng mục                      | Đề cử cho | Kết quả   | Chú thích   |
| --- | ---- | ----------------------------- | --------- | --------- | ----------- |
| 11  | 2015 | Best Selling Artist of Asia   | —         | Đề cử     | [ 2 ]       |
| 12  | 2016 | Best Vietnamese Female Artist | —         | Đoạt giải | [ 3 ] [ 4 ] |
| 13  | 2017 | Best Southeast Asian Act      | —         | Đoạt giải | [ 3 ]       |

### BAMA Music Awards
BAMA Music Awards là giải thưởng được tổ chức bởi tập đoàn âm nhạc Daf Entertainment ở Hamburg, Đức. Giải thưởng được tổ chức lần đầu năm 2015 nhằm tôn vinh các nghệ sĩ xuất sắc từ khắp nơi trên thế giới. Giải thưởng này còn gây nhầm lẫn với Big Apple Music Awards (BAMA) vì có tên gọi giống nhau, tuy nhiên, đây là 2 giải thưởng tách biệt.
| Lần | Năm  | Hạng mục                   | Đề cử cho | Kết quả   | Chú thích   |
| --- | ---- | -------------------------- | --------- | --------- | ----------- |
| 3   | 2017 | BAMA's Best Female         | —         | Đề cử     | [ 5 ] [ 6 ] |
| 3   | 2017 | BAMA People's Choice Award | —         | Đề cử     | [ 5 ] [ 6 ] |
| 3   | 2017 | BAMA's Best Performer      | —         | Đoạt giải | [ 5 ] [ 6 ] |
| 3   | 2017 | Best Asian Act             | —         | Đề cử     | [ 5 ] [ 6 ] |
| 3   | 2017 | Best Vietnamese Act        | —         | Đề cử     | [ 5 ] [ 6 ] |

### Mnet Asian Music Awards
Giải thưởng Âm nhạc Châu Á Mnet (tiếng Anh: Mnet Asian Music Awards, thường được gọi tắt là MAMA) là một giải thưởng âm nhạc lớn được tổ chức hằng năm của Hàn Quốc, thành lập bởi công ty giải trí Mnet Media. Trong lễ trao thưởng hằng năm thường có sự tham gia của nhiều ca sĩ, diễn viên nổi tiếng. Cùng với Seoul Music Awards, Golden Disk Awards và Melon Music Awards, nó là một trong 4 giải thưởng thường niên quan trọng được trao cho những nghệ sĩ đạt được những thành tựu lớn của Hàn Quốc hằng năm.
| Lần | Năm  | Hạng mục                   | Đề cử cho | Kết quả   | Chú thích |
| --- | ---- | -------------------------- | --------- | --------- | --------- |
| 17  | 2015 | Ca sĩ châu Á xuất sắc nhất | —         | Đoạt giải | [ 7 ]     |
| 19  | 2017 | Ca sĩ Việt Nam đột phá     | —         | Đề cử     |           |

### Forbes Asia
Forbes là công ty xuất bản và truyền thông của Mỹ. Sản phẩm xuất bản nổi tiếng nhất của nó, tạp chí "Forbes", xuất bản hai số mỗi tuần. Forbes và Bloomberg tham gia xếp hạng tỷ phú uy tín nhất thế giới hiện nay. Năm 2020, Forbes Asia đã công bố top 100 ngôi sao mạng xã hội châu Á - Thái Bình Dương (danh sách này không được xếp hạng).
- Forbes Asia's 100 Digital Stars 2020[8]

Trước đó, vào năm 2017, tạp chí Forbes Việt Nam bình chọn ca sĩ Đông Nhi là một trong ba ca sĩ (cùng với Suboi và Mỹ Tâm) vào trong số 50 phụ nữ có ảnh hưởng tại Việt Nam.

## Việt Nam

### Giải thưởng Âm nhạc Cống hiến
Giải thưởng Âm nhạc Cống hiến là một giải thưởng âm nhạc của Việt Nam, diễn ra vào tháng 3 hoặc tháng 4 hàng năm do báo Thể thao & Văn hóa tổ chức. Đây là giải thưởng uy tín và có quy mô lớn của nền âm nhạc Việt Nam, được coi là "giải Grammy của nhạc Việt". Bao gồm 9 giải thưởng để ghi nhận những thành tựu xuất sắc của âm nhạc trong năm của các ca sĩ, nhạc sĩ, nhà sản xuất âm nhạc, đạo diễn và các công ty truyền thông giải trí qua cuộc bỏ phiếu kín của những phóng viên mảng văn hóa nghệ thuật đến từ các tờ báo tiêu biểu trên toàn quốc.
| Lần | Năm  | Hạng mục             | Đề cử cho               | Kết quả   | Chú thích |
| --- | ---- | -------------------- | ----------------------- | --------- | --------- |
| 12  | 2017 | Ca sĩ của năm        | —                       | Đề cử     |           |
| 12  | 2017 | Chương trình của năm | Liveshow It's Show Time | Đề cử     |           |
| 14  | 2019 | Ca sĩ của năm        | —                       | Đoạt giải | [ 10 ]    |
| 14  | 2019 | Chương trình của năm | Liveshow Ten on Ten     | Đề cử     | [ 10 ]    |

### Làn Sóng Xanh
Làn Sóng Xanh là một trong những giải thưởng âm nhạc thường niên trong làng âm nhạc Việt Nam. Được bắt đầu từ năm 1997 với cơ quan chủ quản là đài FM 99.9 MHz của Đài Tiếng nói Nhân dân Thành phố Hồ Chí Minh.
| Lần | Năm  | Hạng mục                                  | Đề cử cho               | Kết quả   | Chú thích     |
| --- | ---- | ----------------------------------------- | ----------------------- | --------- | ------------- |
| 13  | 2010 | Ca sĩ triển vọng                          | —                       | Đề cử     | [ 11 ]        |
| 14  | 2011 | Ca sĩ triển vọng                          | —                       | Đề cử     | [ 12 ] [ 13 ] |
| 15  | 2012 | Ca sĩ triển vọng                          | —                       | Đề cử     | [ 14 ]        |
| 16  | 2013 | 10 ca sĩ được yêu thích nhất              | —                       | Đoạt giải | [ 15 ]        |
| 17  | 2014 | Top 5 ca sĩ được yêu thích – Bảng Top Hit | —                       | Đoạt giải | [ 16 ]        |
| 17  | 2014 | Album của năm                             | Album I Wanna Dance     | Đề cử     | [ 17 ]        |
| 18  | 2015 | Top 5 ca sĩ được yêu thích – Bảng Top Hit | —                       | Đoạt giải | [ 18 ]        |
| 18  | 2015 | Single của năm                            | Ca khúc Vì Ai Vì Anh    | Đề cử     | [ 19 ]        |
| 19  | 2016 | Top 5 ca sĩ được yêu thích – Bảng Top Hit | —                       | Đoạt giải | [ 20 ]        |
| 21  | 2018 | 10 ca sĩ được yêu thích nhất              | —                       | Đoạt giải | [ 21 ]        |
| 21  | 2018 | Nữ ca sĩ của năm                          | —                       | Đề cử     | [ 22 ]        |
| 25  | 2022 | MV của năm                                | MV Đôi Mi Em Đang U Sầu | Đề cử     | [ 23 ] [ 24 ] |

### Giải Mai Vàng
Giải Mai Vàng là một giải thưởng thường niên nhằm tôn vinh những nghệ sĩ đã có những đóng góp tích cực cho các hoạt động văn hóa nghệ thuật ở Việt Nam do báo Người lao động tổ chức từ năm 1995. Tiền thân của Giải Mai vàng là giải thưởng Bình chọn Văn nghệ sĩ được yêu thích nhất trong năm ra đời vào năm 1991.
| Lần | Năm  | Hạng mục                         | Đề cử cho                       | Kết quả   | Chú thích     |
| --- | ---- | -------------------------------- | ------------------------------- | --------- | ------------- |
| 16  | 2010 | Nữ ca sĩ nhạc nhẹ                | Ca khúc Ngọt ngào               | Đề cử     | [ 27 ]        |
| 16  | 2010 | 10 ca sĩ của năm                 | —                               | Đoạt giải |               |
| 17  | 2011 | Nữ ca sĩ nhạc nhẹ                | Ca khúc Cho em một lần được yêu | Đề cử     | [ 28 ] [ 29 ] |
| 18  | 2012 | Nữ ca sĩ nhạc nhẹ                | Ca khúc Sau mỗi giấc mơ         | Đề cử     | [ 30 ]        |
| 18  | 2012 | 10 ca sĩ của năm                 | —                               | Đoạt giải | [ 31 ]        |
| 19  | 2013 | Nữ ca sĩ nhạc nhẹ                | Ca khúc Xóa                     | Đoạt giải | [ 32 ] [ 33 ] |
| 19  | 2013 | Người dẫn chương trình           | Chương trình Bước nhảy hoàn vũ  | Đề cử     | [ 34 ] [ 35 ] |
| 19  | 2013 | 10 ca sĩ của năm                 | —                               | Đoạt giải | [ 36 ]        |
| 20  | 2014 | Nữ ca sĩ nhạc nhẹ                | Ca khúc Bad Boy                 | Đoạt giải | [ 37 ] [ 38 ] |
| 20  | 2014 | Ca khúc                          | Ca khúc Bad Boy                 | Đề cử     | [ 37 ] [ 38 ] |
| 20  | 2014 | 10 ca sĩ của năm                 | —                               | Đoạt giải | [ 37 ] [ 38 ] |
| 21  | 2015 | Nữ ca sĩ nhạc nhẹ                | Ca khúc Vì ai vì anh            | Đoạt giải | [ 39 ]        |
| 21  | 2015 | 10 nghệ sĩ của năm               | —                               | Đoạt giải | [ 40 ]        |
| 22  | 2016 | Nữ ca sĩ nhạc nhẹ                | TBA                             | Đề cử     | [ 41 ]        |
| 22  | 2016 | 10 nghệ sĩ của năm               | —                               | Đoạt giải | [ 42 ]        |
| 23  | 2017 | Nữ ca sĩ nhạc nhẹ                | Ca khúc Xin anh đừng            | Đề cử     | [ 43 ]        |
| 23  | 2017 | Video ca nhạc                    | MV Sao chẳng thể vì em          | Đề cử     | [ 43 ]        |
| 23  | 2017 | 10 nghệ sĩ của năm               | —                               | Đoạt giải | [ 44 ]        |
| 24  | 2018 | Nữ ca sĩ nhạc nhẹ                | Ca khúc Giả vờ say              | Đoạt giải | [ 45 ]        |
| 24  | 2018 | 10 nghệ sĩ và 3 tác phẩm của năm | —                               | Đoạt giải | [ 45 ]        |

### Ấn tượng VTV
Ấn tượng VTV (VTV Awards) là giải thưởng truyền hình thường niên của Đài Truyền hình Việt Nam (VTV) nhằm vinh danh các sản phẩm truyền hình, gương mặt MC, Biên tập viên, bộ phim truyền hình ấn tượng, thu hút lượng lớn khán giả của VTV trong suốt một năm. Giải thưởng cũng chính là sự ghi nhận những đóng góp và nỗ lực của các MC, Biên tập viên, nghệ sĩ và các ê-kíp tổ chức sản xuất chương trình hay các đoàn làm phim. Giải được tổ chức lần đầu tiên năm 2014, tính đến nay đã trải qua 7 mùa giải.
| Lần | Năm  | Hạng mục       | Đề cử cho | Kết quả   | Chú thích |
| --- | ---- | -------------- | --------- | --------- | --------- |
| 6   | 2019 | Ca sĩ Ấn tượng | —         | Đoạt giải | [ 46 ]    |

### Giải thưởng truyền hình HTV
HTV Awards (tên gọi khác: Giải thưởng truyền hình HTV) là giải thưởng thường niên được khởi xướng từ 2006 & tổ chức từ năm 2007, giải thưởng do Đài Truyền hình Thành phố Hồ Chí Minh khởi xướng và tổ chức nhằm tôn vinh những nghệ sĩ thuộc các lĩnh vực: Điện Ảnh, Sân khấu và Ca nhạc được khán giả của đài HTV yêu thích nhất trong năm. Đối với danh hiệu, mỗi hạng mục sẽ gồm 5 ứng cử viên, và khán giả xem đài sẽ là người quyết định những nghệ sĩ nào được vinh danh trong đêm trao giải được tổ chức hoành tráng và trang trọng trên sóng HTV bằng cách soạn tin nhắn hoặc bình chọn online trên website.
| Lần | Năm  | Hạng mục                          | Đề cử cho  | Kết quả   | Chú thích |
| --- | ---- | --------------------------------- | ---------- | --------- | --------- |
| 9   | 2015 | Nữ ca sĩ được yêu thích nhất      | —          | Đoạt giải |           |
| 9   | 2015 | Video ca nhạc được yêu thích nhất | MV Bad Boy | Đề cử     |           |
| 10  | 2016 | Nữ ca sĩ được yêu thích nhất      | —          | Đoạt giải |           |

### WeChoice Awards
WeChoice Awards là giải thưởng vinh danh những nhân vật, sự kiện được giới trẻ yêu thích trong năm trước đó. Đây là một giải thưởng thường niên, bắt đầu từ năm 2015 và do Công ty Cổ phần VCCorp tổ chức.
| Lần | Năm  | Hạng mục                        | Đề cử cho                                   | Kết quả   | Chú thích |
| --- | ---- | ------------------------------- | ------------------------------------------- | --------- | --------- |
| 1   | 2014 | Nữ ca sĩ trẻ của năm            | —                                           | Đề cử     | [ 47 ]    |
| 1   | 2014 | Sự kết hợp xuất sắc             | — (cùng Đỗ Hiếu)                            | Đề cử     | [ 47 ]    |
| 2   | 2015 | Top 10 nhân vật truyền cảm hứng | —                                           | Đoạt giải | [ 47 ]    |
| 2   | 2015 | Playlist truyền cảm hứng        | Ca khúc Vì Ai Vì Anh                        | Đoạt giải | [ 47 ]    |
| 2   | 2015 | Playlist truyền cảm hứng        | Ca khúc Shake The Rhythm                    | Đề cử     | [ 47 ]    |
| 2   | 2015 | Playlist truyền cảm hứng        | Ca khúc Ta Là Của Nhau (cùng Ông Cao Thắng) | Đề cử     | [ 47 ]    |
| 2   | 2015 | Playlist truyền cảm hứng        | Ca khúc Boom Boom (cùng Đỗ Hiếu)            | Đề cử     | [ 47 ]    |
| 3   | 2016 | Top 10 nhân vật truyền cảm hứng | — (cùng Ông Cao Thắng)                      | Đoạt giải | [ 47 ]    |
| 3   | 2016 | Giám khảo TVshow của năm        | — (cùng Ông Cao Thắng)                      | Đề cử     | [ 47 ]    |

### Keeng Young Awards
Keeng Young Awards (KYA) là giải thưởng âm nhạc thường niên do Keeng và Imuzik đồng sáng lập nhằm tôn vinh các nghệ sĩ dưới 30 tuổi đạt được những thành tựu hay đóng góp mang tính sáng tạo, dẫn dắt xu hướng âm nhạc trong năm.
| Lần | Năm  | Hạng mục                               | Đề cử cho                     | Kết quả   | Chú thích |
| --- | ---- | -------------------------------------- | ----------------------------- | --------- | --------- |
| 1   | 2017 | Nghệ sĩ xuất sắc nhất                  | —                             | Đề cử     |           |
| 1   | 2017 | Nữ nghệ sĩ được yêu thích nhất         | —                             | Đoạt giải |           |
| 1   | 2017 | MV của năm                             | MV Xin Anh Đừng               | Đề cử     |           |
| 2   | 2018 | Ca sĩ của năm                          | —                             | Đoạt giải |           |
| 2   | 2018 | Nữ ca sĩ được yêu thích nhất           | —                             | Đề cử     |           |
| 2   | 2018 | MV của năm                             | Ca khúc Xin Lỗi Anh Quá Phiền | Đề cử     |           |
| 2   | 2018 | Ca khúc của năm                        | Ca khúc Xin Lỗi Anh Quá Phiền | Đề cử     |           |
| 2   | 2018 | Ca khúc nhạc Dance được yêu thích nhất | Ca khúc Xin Lỗi Anh Quá Phiền | Đoạt giải |           |
| 2   | 2018 | Ca khúc nhạc Phim được yêu thích nhất  | Ca khúc Cô Ba Sài Gòn         | Đề cử     |           |
| 2   | 2018 | Album của năm                          | Album Ten on Ten              | Đề cử     |           |

### Zing Music Awards
Zing Music Awards là giải thưởng âm nhạc trực tuyến quy mô lớn ở Việt Nam được tổ chức thường niên bởi Zing MP3 từ năm 2010.
| Lần | Năm  | Hạng mục                                      | Đề cử cho                | Kết quả   | Chú thích |
| --- | ---- | --------------------------------------------- | ------------------------ | --------- | --------- |
| 1   | 2010 | Nữ ca sĩ được yêu thích                       | —                        | Đề cử     |           |
| 1   | 2010 | Nữ ca sĩ có phong cách trình diễn ấn tượng    | —                        | Đề cử     |           |
| 1   | 2010 | Top 10 Album của năm                          | Album The First Step     | Đoạt giải |           |
| 2   | 2011 | Nữ ca sĩ được yêu thích                       | —                        | Đoạt giải |           |
| 2   | 2011 | Top 10 Album của năm                          | Album The Singer         | Đoạt giải |           |
| 3   | 2012 | Nữ ca sĩ được yêu thích                       | —                        | Đoạt giải |           |
| 3   | 2012 | Music Video có hình ảnh đẹp nhất              | MV Sau mỗi giấc mơ       | Đề cử     |           |
| 4   | 2013 | Nữ ca sĩ được yêu thích                       | —                        | Đoạt giải |           |
| 4   | 2013 | Song ca/ Nhóm ca được yêu thích nhất          | — (cùng Ông Cao Thắng)   | Đoạt giải |           |
| 5   | 2014 | Nữ ca sĩ được yêu thích                       | —                        | Đoạt giải |           |
| 5   | 2014 | Song ca/ Nhóm ca được yêu thích nhất          | — (cùng Ông Cao Thắng)   | Đề cử     |           |
| 5   | 2014 | Ca khúc Dance/ Electronic được yêu thích nhất | Ca khúc Bad Boy          | Đoạt giải |           |
| 5   | 2014 | Ca khúc Soul/ R&B được yêu thích nhất         | Ca khúc Lắng nghe tim em | Đề cử     |           |
| 6   | 2015 | Nữ ca sĩ được yêu thích                       | —                        | Đoạt giải |           |
| 6   | 2015 | Music Video của năm                           | MV Vì ai vì anh          | Đoạt giải |           |
| 6   | 2015 | Ca khúc Soul/ R&B được yêu thích nhất         | Ca khúc Vì ai vì anh     | Đề cử     |           |
| 6   | 2015 | Song ca/ Nhóm ca được yêu thích nhất          | — (cùng Ông Cao Thắng)   | Đề cử     |           |
| 7   | 2016 | Nữ ca sĩ được yêu thích                       | —                        | Đoạt giải |           |
| 7   | 2016 | Nghệ sĩ của năm                               | —                        | Đề cử     |           |
| 7   | 2016 | Ca khúc của năm                               | Ca khúc Trách ai bây giờ | Đề cử     |           |
| 7   | 2016 | Song ca/ Nhóm ca được yêu thích nhất          | — (cùng Ông Cao Thắng)   | Đề cử     |           |
| 8   | 2017 | Nữ ca sĩ được yêu thích                       | —                        | Đề cử     |           |
| 8   | 2017 | Ca khúc nhạc phim được yêu thích nhất         | Ca khúc Cô Ba Sài Gòn    | Đề cử     |           |
| 9   | 2018 | Nữ ca sĩ được yêu thích nhất                  | —                        | Đề cử     |           |

### ELLE Style Awards
ELLE Style Awards là giải thưởng thường niên danh giá, uy tín toàn cầu của ELLE. Giải thưởng tôn vinh những cá nhân tài năng và có đóng góp quan trọng trong lĩnh vực nghệ thuật mà họ đang theo đuổi. Chương trình trao giải thưởng ELLE Style Awards được các phiên bản tạp chí ELLE ở nhiều nước trên thế giới tổ chức, dưới sự cố vấn chuyên môn của ELLE toàn cầu (ELLE International).
| Lần | Năm  | Hạng mục                         | Đề cử cho              | Kết quả | Chú thích |
| --- | ---- | -------------------------------- | ---------------------- | ------- | --------- |
| 2   | 2016 | Nữ ca sĩ phong cách nhất của năm | —                      | Đề cử   | [ 48 ]    |
| 3   | 2017 | Nữ ca sĩ phong cách nhất của năm | —                      | Đề cử   | [ 49 ]    |
| 5   | 2019 | Trang bìa ấn tượng nhất của năm  | — (cùng Ông Cao Thắng) | Đề cử   |           |

### ELLE Beauty Awards
ELLE Beauty Awards là sự kiện tổng kết, trao giải cho những sản phẩm tốt nhất trong năm.
| Lần | Năm  | Hạng mục              | Đề cử cho | Kết quả   | Chú thích |
| --- | ---- | --------------------- | --------- | --------- | --------- |
| 10  | 2019 | Best Hair Of The Year | —         | Đoạt giải | [ 50 ]    |

### Her World Young Women Achiever
Her World Young Woman Achiever là giải thưởng do tạp chí Her World Việt Nam và công ty TNHH Truyền Thông Hoa Mặt Trời tổ chức nhằm tôn vinh những phụ nữ Việt trẻ đã gặt hái được những thành tựu nhất định trong năm lĩnh vực Fashion & Style, Health & Beauty, Music, Film và Business.
| Lần | Năm  | Hạng mục                 | Đề cử cho | Kết quả   | Chú thích |
| --- | ---- | ------------------------ | --------- | --------- | --------- |
| 1   | 2016 | Singer - Judges's Choice | —         | Đoạt giải | [ 52 ]    |
| 1   | 2016 | Singer - Reader's Choice | —         | Đoạt giải | [ 52 ]    |

### Vpop 20 Awards
Vpop 20 Awards (tên cũ: YAN Vpop 20 Awards) là giải thưởng thường niên được tổ chức bởi YanTV ra đời từ năm 2010.
| Lần | Năm  | Hạng mục                       | Đề cử cho                                         | Kết quả   | Chú thích |
| --- | ---- | ------------------------------ | ------------------------------------------------- | --------- | --------- |
| 3   | 2012 | MV xuất sắc nhất               | MV Sau Mỗi Giấc Mơ                                | Đoạt giải |           |
| 4   | 2013 | Nữ nghệ sĩ xuất sắc nhất       | —                                                 | Đoạt giải |           |
| 4   | 2013 | Ca khúc được yêu thích nhất    | Ca khúc Xóa                                       | Đề cử     |           |
| 4   | 2013 | Top 20 ca sĩ                   | Ca khúc Xóa                                       | Đoạt giải |           |
| 5   | 2014 | Nữ ca sĩ xuất sắc nhất của năm | —                                                 | Đoạt giải |           |
| 5   | 2014 | MV xuất sắc nhất               | MV Đừng bao giờ nói yêu em                        | Đề cử     |           |
| 5   | 2014 | Top 20 ca sĩ                   | —                                                 | Đoạt giải |           |
| 6   | 2015 | Nữ ca sĩ xuất sắc nhất         | —                                                 | Đề cử     |           |
| 6   | 2015 | Bài hát xuất sắc nhất          | Ca khúc Vì Ai Vì Anh                              | Đoạt giải |           |
| 6   | 2015 | Top 20 ca sĩ xuất sắc nhất     | —                                                 | Đoạt giải |           |
| 7   | 2016 | Nghệ sĩ của năm                | —                                                 | Đoạt giải |           |
| 7   | 2016 | Nữ ca sĩ của năm               | —                                                 | Đề cử     |           |
| 7   | 2016 | Top 20 ca khúc của năm         | Ca khúc I Wanna Be Your Love (cùng Ông Cao Thắng) | Đoạt giải |           |

### Forbes Việt Nam
Forbes Việt Nam ra mắt vào ngày 24 tháng 6 năm 2013 tại Việt Nam theo hợp đồng nhượng quyền giữa công ty TNHH Truyền thông Tương tác (Interactive Media) và Forbes Media LLC là một tạp chí của Việt Nam, nổi tiếng với các công trình tôn vinh nhiều thành tựu xuất sắc trong những lĩnh vực khác nhau.
- 30 Gương Mặt Xuất Sắc Dưới 30 Tuổi - 30 Under 30 2016
- 50 Phụ Nữ Ảnh Hưởng Nhất Việt Nam 2017
- 20 Ngôi Sao Giải Trí Trên Mạng Xã Hội 2020

### Chương trình âm nhạc

#### Album Vàng
Album Vàng là cuộc thi âm nhạc do Đài Truyền hình Thành phố Hồ Chí Minh phối hợp với Công ty Cát Tiên Sa thực hiện phát sóng liveshow đầu tiên vào ngày 11 tháng 12 năm 2016, trên kênh HTV7 và 7 đài khu vực gồm Hải Phòng, Quảng Ninh, Hà Tây, Huế, Đà Nẵng, Khánh Hòa và Cần Thơ.
- Album được yêu thích nhất tháng 12 (do khán giả bình chọn) -  Album Vàng 2010

#### Hòa âm Ánh sáng
Hòa âm Ánh sáng (tựa gốc: The Remix) là một chương trình ca nhạc truyền hình thực tế Việt Nam cùng nội dung định dạng sáng lập bởi GreyMatter Entertainment, phân phối bởi Global Agency và được Đài Truyền hình Việt Nam mua bản quyền phát sóng, sản xuất cùng công ty truyền thông Cát Tiên Sa.
- Quán quân - Năm 2015

### Giải thưởng khác
| Yeah1 Choice Awards            | Yeah1 Choice Awards | Yeah1 Choice Awards                                                                                      | Yeah1 Choice Awards                                  | Yeah1 Choice Awards | Yeah1 Choice Awards |
| Lần                            | Năm                 | Hạng mục                                                                                                 | Đề cử cho                                            | Kết quả             | Chú thích           |
| ------------------------------ | ------------------- | --- | ---------------------------------------------------- | ------------------- | ------------------- |
| 1                              | 2011                | Top 5 MV được yêu thích nhất                                                                             | TBA                                                  | Đoạt giải           |                     |
| 1                              | 2011                | Nghệ sĩ xuất hiện nhiều nhất trong năm                                                                   | —                                                    | Đoạt giải           |                     |
| Giải thưởng Vietnam Top Hit    |                     | |                                                      |                     |                     |
| Lần                            | Năm                 | Hạng mục                                                                                                 | Đề cử cho                                            | Kết quả             | Chú thích           |
| 1                              | 2015                | Top ca khúc hit                                                                                          | Ca khúc Vì Ai Vì Anh (cùng Đỗ Hiếu)                  | Đoạt giải           |                     |
| 1                              | 2015                | Top ca khúc hit                                                                                          | Ca khúc Tà Là Của Nhau (cùng Đỗ Hiếu, Ông Cao Thắng) | Đoạt giải           |                     |
| 1                              | 2015                | Top 5 ca sĩ của năm                                                                                      | —                                                    | Đoạt giải           |                     |
| 1                              | 2015                | Top 5 dự án âm nhạc                                                                                      | MV Vì Ai Vì Anh                                      | Đoạt giải           |                     |
| Giải thưởng Video Âm nhạc Việt |                     | |                                                      |                     |                     |
| Lần                            | Năm                 | Hạng mục                                                                                                 | Đề cử cho                                            | Kết quả             | Chú thích           |
| 1                              | 2012                | Giải Digital Dành cho Mobile (Nhạc chuông, nhạc chờ, và MV được tải nhiều nhất trên các mạng viễn thông) | Ca khúc Cho Em Một Lần Yêu                           | Đoạt giải           |                     |
| Giải thưởng The Magic Box      |                     | |                                                      |                     |                     |
| Lần                            | Năm                 | Hạng mục                                                                                                 | Đề cử cho                                            | Kết quả             | Chú thích           |
| 1                              | 2013                | Nữ ca sĩ xuất sắc nhất                                                                                   | —                                                    | Đoạt giải           |                     |
| 3                              | 2015                | Nữ ca sĩ xuất sắc                                                                                        | —                                                    | Đoạt giải           | [ 53 ]              |
| Yan Online Awards              |                     | |                                                      |                     |                     |
| Lần                            | Năm                 | Hạng mục                                                                                                 | Đề cử cho                                            | Kết quả             | Chú thích           |
| 1                              | 2015                | Nghệ sĩ đột phá                                                                                          | —                                                    | Đề cử               |                     |
| Tiin Vote Awards               |                     | |                                                      |                     |                     |
| Năm                            | Năm                 | Hạng mục                                                                                                 | Đề cử cho                                            | Kết quả             | Chú thích           |
| 2013                           | 2013                | MV được khán giả vote nhiều nhất                                                                         | MV Tìm về                                            | Đoạt giải           |                     |
| 2014                           | 2014                | MV được khán giả vote nhiều nhất                                                                         | MV Hey Boy                                           | Đoạt giải           | [ 54 ]              |
| H2T Concert                    |                     | |                                                      |                     |                     |
| Năm                            | Năm                 | Hạng mục                                                                                                 | Đề cử cho                                            | Kết quả             | Chú thích           |
| 2011                           | 2011                | Ca khúc của năm                                                                                          | Ca khúc Từng thuộc về nhau                           | Đoạt giải           |                     |
| 2011                           | 2011                | Phần trình diễn của năm                                                                                  | — (cùng Thu Thủy)                                    | Đoạt giải           |                     |
| 2! MAGAZINE                    |                     | |                                                      |                     |                     |
| Năm                            | Năm                 | Hạng mục                                                                                                 | Đề cử cho                                            | Kết quả             | Chú thích           |
| 2015                           | 2015                | Ca sĩ có tạo hình MV đẹp nhất năm                                                                        | MV Boom Boom                                         | Đoạt giải           |                     |